# マイティ・ライク・ア・ローズ
マイティ・ライク・ア・ローズ(Mighty Like a Rose)は、1991年に発表されたエルヴィス・コステロのアルバム。

## 解説
エルヴィス・コステロのワーナー・ブラザース・レコード移籍後の2枚目のアルバム。オーシャン・ウェイ・レコーディングで録音された。
本作からは「The Other Side of Summer」、「So Like Candy」がシングルとしてリリースされた。
「Broken」は制作当時のコステロの妻であったケイト・オリオーダンの曲。「So Like Candy」と「Playboy to a Man」はポール・マッカートニーとの共作で、ポールのアルバム「フラワーズ・イン・ザ・ダート」向けに録音まで済ませたが最終的に同アルバムには入らず、ポールの同意の元、本作に再録音して収録された。「The Other Side of Summer」はコステロ曰く、ビーチボーイズのパロディ。
本作では前作「スパイク」で参加した多くのミュージシャンが再度参加している。当初、コステロはアトラクションズを再招集するつもりだったが諸事情により断念している。

## 収録曲
1. もうひとつの夏  - The Other Side of Summer
2. ハリー・ダウン・ドゥームズデイ - Hurry Down Doomsday
3. ハウ・トゥ・ビー・ダム - How to Be Dumb
4. オール・グロウン・アップ - All Grown Up
5. インヴェイジョン・ヒット・パレード - Invasion Hit Parade
6. ハーピーズ・ビザー - Harpies Bizarre
7. アフター・ザ・フォール - After the Fall
8. ジョージー・アンド・ハー・ライヴァル - Georgie and Her Rival
9. ソー・ライク・キャンディ - So Like Candy
10. インタールード：クドゥント・コール・イット・アンエクスペクテッド　No.2 - Interlude: Couldn't Call It Unexpected No. 2
11. プレイボーイ・トゥ・ア・マン - Playboy to a Man
12. スウィート・ペア - Sweet Pear
13. ブロークン - Broken
14. クドゥント・コール・イット・アンエクスペクテッド　No.4  - Couldn't Call It Unexpected No. 4

### ボーナス・ディスク (2002 Rhino)
1. ジャスト・アナザー・ミステリー - Just Another Mystery
2. スウィート・ペア(ホーム・デモ) - Sweet Pear (Home demo)
3. クドゥント・コール・イット・アンエクスペクテッド　No.4(ライヴ) - Couldn't Call It Unexpected No. 4 (Live)
4. ミスチャバス・ゴースト - mischievous  Ghost
5. セット・スティーブン・ディ・マーダー - St. Stephen's Day Murders
6. もうひとつの夏 - The Other Side of Summer (Unplugged version)
7. ディープ・ダーク・トゥルースフル・ミラー - Deep Dark Truthful Mirror (Unplugged version)
8. ハリー・ダウン・ドゥームズデイ - Hurry Down Doomsday (The Bugs Are Taking Over) (Unplugged version)
9. オール・グロウン・アップ(ホーム・デモ) -  All Grown Up (Home demo)
10. ジョージー・アンド・ハー・ライヴァル(ホーム・デモ) - Georgie and Her Rival (Home demo)
11. フォーギヴ・ヒア・エニィシング (ホーム・デモ) - Forgive Her Anything (Home demo)
12. イット・スタート・トゥ・カム・トゥ・ミー(ホーム・デモ) -  It Started to Come to Me (Home demo)
13. アイ・スティル・ミズ・サムワン/ザ・ラスト・タウン・アイ・ペインテッド(デモ) - I Still Miss Someone/The Last Town I Painted (Demo)
14. ポット・ユア・ビッグ・トォー・イン・ザ・ミルク・オブ・ヒューマン・カインドニースPut Your Big Toe in the Milk of Human Kindness
15. インヴェイジョン・ヒット・パレード (ホーム・デモ) - Invasion Hit Parade (Home demo)
16. ジャスト・アナザー・ミステリー(ホーム・デモ) - Just Another Mystery (Home demo)
17. ブロークン(ホーム・デモ) - Broken (Home demo)